# Мкртычан, Григорий Мкртычевич
Григо́рий Мкрты́чевич Мкртычан (арм. Մկրտչյան Գրիգոր Մկրտիչի) (3 января 1925, Краснодар — 14 февраля 2003, Москва) — советский хоккеист и тренер, девятикратный чемпион СССР, трёхкратный чемпион Европы, двукратный чемпион мира, чемпион Олимпийских игр (1956), один из основоположников советской хоккейной вратарской школы. Заслуженный мастер спорта СССР (1951). Заслуженный тренер СССР (1967).
Член КПСС с 1960 года.

## Биография
Родился в 1925 году в Краснодаре, где его отец, выходец из Западной Армении, нашёл спасение во время Геноцида армян в Османской империи. Вскоре семья Мкртычанов переехала в Москву.
Спортивную карьеру начал в команде мастеров «Трудовые резервы». Впоследствии выступал за клубы ЦДКА (1947—1950), ВВС (1950—1953), ЦСК МО (1953—1958). В чемпионатах СССР провёл 170 матчей. Чемпион СССР 1948—1953, 1955, 1956, 1958, второй призёр чемпионатов СССР 1954 и 1957. Обладатель Кубка СССР 1952 и 1954—1956, финалист розыгрышей Кубка СССР (1951).
В 1954—1956 годах входил в состав сборной СССР. В её составе трижды становился чемпионом Европы, дважды — чемпионом мира, а в 1956 году стал чемпионом зимних Олимпийских игр в Кортина д’Ампеццо. Защищал ворота сборной СССР в её первых официальных матчах. В своих мемуарах старший тренер сборной СССР (1954—1957) Аркадий Чернышёв отмечал, что Г. Мкртычан первым из советских хоккейных вратарей заиграл на уровне международного класса, и называл его родоначальником советской школы хоккейных вратарей.
В 1958 году окончил школу тренеров при ГЦОЛИФК. Некоторое время работал с юными хоккеистами ЦСК МО (Москва).
В 1960—1962 годах был старшим тренером хоккейного клуба «Локомотив» (Москва), в 1961 году привёл его к бронзовым медалям чемпионата СССР.
В дальнейшем работал на руководящих должностях в Спорткомитете РСФСР и СССР, Федерации хоккея России, Межнациональной хоккейной лиге, в арбитражном комитете ПХЛ.
Скончался 14 февраля 2003 года в Москве. Похоронен на Армянском кладбище Москвы.
В 2004 году избран в Зал Славы отечественного хоккея.

### Семья
Был женат, дочь Маргарита (1952 г.р.), сын Никита (1956 г.р.).

## Награды
- Орден «Знак Почёта» (1979)
- Медаль «За трудовую доблесть» (27.04.1957) — «за успехи, достигнутые в деле развития массового физкультурного движения в стране, повышения мастерства советских спортсменов, и успешное выступление на международных соревнованиях»[4]
- Медаль ордена «За заслуги перед Отечеством» II степени (20.12.1996)[5]